# Jastrzębia (województwo dolnośląskie)
Jastrzębia – wieś w Polsce położona w województwie dolnośląskim, w powiecie górowskim, w gminie Góra.

## Podział administracyjny
W latach 1975–1998 miejscowość administracyjnie należała do województwa leszczyńskiego.

## Zabytki
Do wojewódzkiego rejestru zabytków wpisany jest obiekt:
- Dwór w Jastrzębiej, z około 1700 r., przebudowany w XX wieku